# Life in a Day (filme)
Life in a Day (bra: A Vida em um Dia) é um documentário que contém vídeos selecionados dos cerca de 80.000 clipes enviados por usuários do Youtube. Esses vídeos mostravam o que acontecia em vários lugares do mundo, em um só dia.
O filme tem 94 minutos e 57 segundos de duração e inclui cenas selecionadas de filmagem dos 80.000 vídeos de 192 nações. O documentário foi exibido no Festival Sundance de Cinema, em 27 de janeiro de 2011. Em 31 de outubro do mesmo ano, o Youtube anunciou que A Vida em um Dia estária disponível em seu website, e poderia ser assistido de graça e em DVD.